# Cognitive
Cognitive è il primo album in studio del gruppo musicale progressive metal/rock svedese Soen, pubblicato il 15 febbraio 2012 per la Spinefarm Records.

## Tracce
1. Fraktal – 1:18
2. Fraccions – 4:57
3. Delenda – 4:37
4. Last Light – 4:33
5. Oscillation – 6:50
6. Canvas – 6:37
7. Ideate – 4:07
8. Purpose – 4:11
9. Slithering – 5:35
10. Savia – 5:57

### Tracce bonus edizione giapponese
1. Writhen – 5:59

## Formazione

### Gruppo
- Joel Ekelöf - voce
- Joakim Platbarzdis - chitarra
- Steve DiGiorgio - basso
- Martin Lopez - batteria, percussioni

### Produzione
- Joakim Platbarzdis - produzione
- Martin Lopez - co-produzione
- Ben Tolman - artwork
- João Carvalho - mastering
- David Bottrill - missaggio